# Bletsoe
Bletsoe è un villaggio e parrocchia civile dell'Inghilterra, situata nella contea del Bedfordshire.